# Отдельный гвардейский тяжёлый танковый полк
Отдельный гвардейский тяжёлый танковый полк, Отде́льный гварде́йский тяжёлый та́нковый полк проры́ва (сокр. гв. оттп, ОГвТТП, гв.ттп, огттп, гттп) — гвардейское формирование (воинская часть, танковый полк) автобронетанковых (АБТВ) и позднее бронетанковых и механизированных войск (БТиМВ) Красной Армии ВС Союза ССР, вооружённое тяжёлыми танками и предназначенное для прорыва сильно и заблаговременно укреплённых оборонительных полос противника, а также качественного усиления танковых соединений.
Первые гв. оттп были сформированы осенью 1942 года и приняли первый бой в конце ноября 1942 года во время операции «Уран» — контрнаступления Красной Армии в ходе Сталинградской битвы. В дальнейшем успешно применялись вплоть до конца Великой Отечественной войны.

## Предпосылки появления
Боевые действия 1941—1942 годов вскрыли серьёзные недостатки в организации и применении советских автобронетанковых войск. В ходе оборонительной фазы боевых действий это было ещё не так заметно, поскольку общая численность исправных советских танков была невелика и они часто действовали в составе небольших подразделений уровня батальона, роты, а то и в одиночку. Успешное развёртывание эвакуированных заводов позволило восполнить потери в материальной части и перейти к наступательным операциям, в ходе которых Красной Армии пришлось иметь дело с заранее и хорошо укреплёнными оборонительными позициями вермахта.
Первое крупное весенне-летнее наступление 1942 года Красной Армии под Харьковом окончилось для неё катастрофой — немецкие войска успешно его отразили и сами перешли в атаку, прорвав фронт на огромном пространстве степного междуречья от Дона до Волги. Тяжёлое поражение вынудило высшее руководство страны и РККА детально проанализировать его причины. Одной из них была признана несовершенная организационно-штатная структура АБТВ РККА. Основным формированием этого рода войск был танковый корпус, сочетавший в себе достаточно большое (150, по штату лета 1942 года) число танков, но имевший ряд скрытых дефектов в своей структуре. Наиболее важным из них была разнотипность материальной части — по штату в корпусе имелось приблизительно равное количество лёгких танков Т-60 и средних Т-34, а также небольшое количество тяжёлых КВ-1. Все эти боевые машины обладали разным вооружением, оперативной подвижностью и нуждались в разном топливе: Т-60 — в бензине, а Т-34-76 и КВ-1 — в дизельном топливе или соляре. В результате в наступлении проблемы со снабжением топливом и боеприпасами становились весьма острыми, а разная оперативная подвижность советских танков приводила к тому, что немцы с успехом разбивали аврально брошенные в бой советские танковые корпуса по частям.
Кроме того, совершенствование немецкой противотанковой артиллерии привело к тому, что броневая защита советских танков уже перестала быть достаточной. Поступающая в 1942 году во всё больших количествах в части Вооружённых сил нацистской Германии (вермахт) 75-мм противотанковая пушка Pak 40 не имела проблем в поражении Т-60 и Т-34 с любой дистанции и представляла более чем существенную угрозу для КВ-1, чьё бронирование могло защитить машину только на определённых дистанциях и курсовых углах. Поэтому руководством Красной Армии были сделаны два очень важных вывода — для прорыва хорошо и заблаговременно укрепившегося противника следует применять формирования, оснащённые однотипными (во избежание проблем со снабжением) и хорошо бронированными основными и тяжёлыми танками. Для успешного преодоления обороны врага необходимо массированное применение танков, но с максимально гибким их управлением и тесное их взаимодействие с пехотой и артиллерией. Было принято решение, что наиболее полно отвечающим этим условиям базовой единицей является тяжёлый танковый полк численностью в 21 основную боевую машину. Поскольку именно этим формированиям предстояло первоначально взламывать оборону врага со всеми вытекающими последствиями в виде серьёзных потерь, для повышения боевого духа личного состава решили отдельным танковым полкам сразу присваивать при формировании почётное звание гвардейских со всеми следующими из него льготами. При этом надо уточнить что несколько тяжелых танковых полков прорыва, содержавшихся с гвардейскими по единым штатам и организационно от гв. оттп ничем не отличавшихся, гвардейского звания не имели (202-й, 203-й и 262-й отдельные ттп)

## Организационно-штатная структура
На вооружении отдельных гвардейских тяжёлых танковых полков прорыва стояли тяжёлые танки КВ-1, КВ-1с, КВ-85, ИС-1, ИС-2 или поставлявшиеся по ленд-лизу британские «Черчилли» Mk.IV. По штату конца 1942 года каждый Гв.оттпп имел 21 танк в составе 4 рот по 5 линейных машин (два взвода по два танка и танк командира роты), плюс танк командира полка. Все танки полка оснащались радиостанциями. 
Штатной категорией командира полка было звание полковника, командиров рот — капитана, командиров взводов — старший лейтенант, командиров танков — лейтенант. По факту на должность командира полка в большинстве назначались офицеры в звании майор, подполковник; командиров рот — лейтенант, старший лейтенант, взводами могли командовать и младшие лейтенанты, наличие на должности командиров боевых машин младших лейтенантов было обычным, изредка данная должность занималась опытными сержантами и старшинами. По штату, механик-водитель тяжёлого танка также был офицером с штатной категорией техник-лейтенант, остальные члены экипажа — старшими сержантами. 
Полк имел в своём составе ряд небронированных машин — грузовиков, джипов или мотоциклов — для тылового обеспечения, ремонта, снабжения, разведки и связи, две легкие бронемашины БА-64 или БА-20 и с 1944 года в ряде полков бронированный тягач КВ-Т (КВ-1С-Т). 
Численность личного состава полка по штату составляла 214 человек, из них 105 приходилось на собственно экипажи основных и тяжёлых танков, 109 человек — на вспомогательный состав (штаб полка, ремонтная рота, административная, снабженческая и медицинская службы).

## Боевое применение
К началу операции «Уран» было сформировано несколько гв. оттп, вооружённых тяжёлыми танками КВ-1с. Боевое применение показало резко возросшие способности гв. оттп в сравнении с танковыми корпусами начала 1942 года по прорыву обороны противника. С 19 ноября 1942 года по 2 февраля 1943 года — момент окончания Сталинградской битвы — гв. оттп успешно выполнили все поставленные задачи по окружению и ликвидации группировки Паулюса, но уже тогда сказалась слабость материальной части — к концу боёв в составе полков оставалось по три — 4 боеспособных танка КВ-1с.
В последующем гв. оттп участвовали с успехом во всех наступательных операциях Красной Армии, но на новой, более боеспособной и живучей материальной части, чем КВ-1с. В сентябре 1943 года на вооружение гв. оттп поступили новые танки КВ-85, двумя месяцами позже — ИС-1 и окончательно «рабочей лошадкой» этих частей с декабря 1943 года стал ИС-2. В мае 1945 года был сформирован первый гв. оттп на новейших тяжёлых танках ИС-3, но принять участие в боевых действиях ему не довелось. Вместо этого он участвовал в параде союзных войск в Берлине, наглядно показав США и Великобритании мощь бронетанковых и механизированных войск Советского Союза. Однако несмотря на смену материальной части, структура в 21 танк сохранялась до самого конца войны. После войны гвардейские тяжёлые танковые полки были либо расформированы, либо переформированы в танковые батальоны, которые вместе с также переформированными гвардейскими тяжёлыми самоходно-артиллерийскими полками сводились в гвардейские тяжёлые танко-самоходные полки.

## Перечень отдельных гвардейских танковых полков прорыва (отдельных гвардейских тяжёлых танковых полков)
- 1-й отдельный гвардейский танковый полк прорыва, сформирован на базе 229-й отдельной танковой бригады
- 2-й отдельный гвардейский танковый полк прорыва
- 3-й отдельный гвардейский танковый полк прорыва, сформирован на базе 249-й отдельной танковой бригады
- 4-й отдельный гвардейский танковый полк прорыва, сформирован на базе 578-го отдельного танкового батальона 215-й отбр
- 5-й отдельный гвардейский танковый полк прорыва, сформирован на базе 234-й отдельной танковой бригады
- 6-й отдельный гвардейский танковый полк прорыва
- 7-й отдельный гвардейский танковый полк прорыва, сформирован на базе 119-й отдельной танковой бригады
- 8-й отдельный гвардейский танковый полк прорыва, сформирован на базе 212-й отдельной танковой бригады
- 9-й отдельный гвардейский танковый полк прорыва, сформирован на базе 223-й отдельной танковой бригады
- 10-й отдельный гвардейский танковый полк прорыва, сформирован на базе 10-й отдельной танковой бригады
- 11-й отдельный гвардейский танковый полк прорыва, сформирован на базе 71-й отдельной танковой бригады
- 12-й отдельный гвардейский танковый полк прорыва, сформирован на базе 21-й отдельной танковой бригады
- 13-й отдельный гвардейский танковый полк прорыва (с 13.02.44 г. — 13-й отдельный гвардейский тяжёлый танковый полк), сформирован на базе 438-го отдельного танкового батальона
- 14-й отдельный гвардейский танковый полк прорыва, сформирован на базе 312-го отдельного танкового батальона
- 15-й отдельный гвардейский танковый полк прорыва (с 28.02.44 г. — 15-й отдельный гвардейский тяжёлый танковый полк)
- 26-й отдельный гвардейский танковый полк прорыва, сформирован на базе 238-го отдельного танкового батальона
- 27-й отдельный гвардейский танковый полк прорыва, сформирован на базе 411-го отдельного танкового батальона
- 28-й отдельный гвардейский танковый полк прорыва, сформирован на базе 471-го отдельного танкового батальона
- 29-й отдельный гвардейский танковый полк прорыва, сформирован на базе 476-го отдельного танкового батальона
- 30-й отдельный гвардейский танковый полк прорыва (с 13.02.44 г. — 30-й отдельный гвардейский тяжёлый танковый полк), сформирован на базе 148-го отдельного танкового батальона
- 31-й отдельный гвардейский танковый полк прорыва, сформирован на базе 268-го отдельного танкового батальона
- 32-й отдельный гвардейский танковый полк прорыва (с 28.02.44 г. — 32-й отдельный гвардейский тяжёлый танковый полк), сформирован на базе 193-го отдельного танкового батальона
- 33-й отдельный гвардейский танковый полк прорыва, сформирован на базе 410-го отдельного танкового батальона
- 34-й отдельный гвардейский танковый полк прорыва (с 28.02.44 г. — 34-й отдельный гвардейский тяжёлый танковый полк), сформирован на базе 148-го отдельного танкового батальона
- 35-й отдельный гвардейский танковый полк прорыва (с 13.02.44 г. — 35-й отдельный гвардейский тяжёлый танковый полк), сформирован на базе 161-го отдельного танкового батальона
- 36-й отдельный гвардейский танковый полк прорыва, сформирован на базе 488-го отдельного танкового батальона
- 46-й отдельный гвардейский танковый полк прорыва (до 4.01.43 г. — отдельный гвардейский танковый полк прорыва)
- 47-й отдельный гвардейский танковый полк прорыва, сформирован на базе 156-й отдельной танковой бригады
- 48-й отдельный гвардейский танковый полк прорыва, сформирован на базе 188-й и 252-й отдельных танковых бригад
- 49-й отдельный гвардейский танковый полк прорыва, сформирован на базе 168-й отдельной танковой бригады
- 50-й отдельный гвардейский танковый полк прорыва, сформирован на базе 134-й и 194-й отдельных танковых бригад
- 57-й отдельный гвардейский танковый полк прорыва (с 28.02.44 г. — 57-й гвардейский отдельный тяжелый танковый полк)
- 58-й отдельный гвардейский танковый полк прорыва
- 59-й отдельный гвардейский танковый полк прорыва
- 60-й отдельный гвардейский танковый полк прорыва, сформирован на базе 10-й отдельной танковой бригады
- 61-й отдельный гвардейский танковый полк прорыва
- 62-й отдельный гвардейский танковый полк прорыва
- 63-й отдельный гвардейский танковый полк прорыва
- 64-й отдельный гвардейский танковый полк прорыва
- 66-й отдельный гвардейский танковый полк прорыва, преобразован из 261-го отдельного танкового полка
- 70-й отдельный гвардейский тяжёлый танковый полк
- 71-й отдельный гвардейский тяжёлый танковый полк, преобразован из 203-го отдельного танкового полка
- 72-й отдельный гвардейский тяжёлый танковый полк, преобразован из 203-го отдельного танкового полка
- 73-й отдельный гвардейский танковый полк прорыва, сформирован на базе 375-го отдельного танкового батальона
- 75-й отдельный гвардейский тяжёлый танковый полк, преобразован из 230-го отдельного танкового полка
- 76-й отдельный гвардейский тяжёлый танковый полк, преобразован из 231-го отдельного танкового полка
- 77-й отдельный гвардейский тяжёлый танковый полк, преобразован из 36-го отдельного танкового полка
- 78-й отдельный гвардейский тяжёлый танковый полк, преобразован из 37-го отдельного танкового полка
- 79-й отдельный гвардейский тяжёлый танковый полк, преобразован из 223-го отдельного танкового полка
- 80-й отдельный гвардейский тяжёлый танковый полк, преобразован из 227-го отдельного танкового полка
- 81-й отдельный гвардейский тяжёлый танковый полк, преобразован из 81-го отдельного танкового полка
- 82-й отдельный гвардейский тяжёлый танковый полк, преобразован из 239-го отдельного танкового полка
- 86-й отдельный гвардейский тяжёлый танковый полк, преобразован из 193-го отдельного танкового полка
- 87-й отдельный гвардейский тяжёлый танковый полк, преобразован из 42-го отдельного танкового полка
- 88-й отдельный гвардейский тяжёлый танковый полк, преобразован из 51-го отдельного танкового полка
- 89-й отдельный гвардейский тяжёлый танковый полк, преобразован из 258-го отдельного танкового полка
- 103-й отдельный гвардейский тяжёлый танковый полк, преобразован из 82-го отдельного танкового полка
- 260-й отдельный гвардейский танковый полк прорыва, преобразован из 260-го отдельного танкового полка